# Unione Sportiva Pro Vercelli Calcio
La Unione Sportiva Pro Vercelli Calcio és un equip italià de futbol de la ciutat de Vercelli.

## Història
El Pro Vercelli va ser un dels equips més triomfants a les primeres dècades del segle xx. Va ser fundat el 1892 amb el nom de Società Ginnastica Pro Vercelli. La secció de futbol es creà el 1903. Entre 1908 i 1922 es proclamà campió italià en set ocasions.

## Palmarès
- Lliga italiana de futbol: 1908, 1909, 1910-11, 1911-12, 1912-13, 1920-21, 1921-22

## Jugadors destacats
- Pietro Ferraris
- Silvio Piola
- Virginio Rosetta
- Giuseppe Cavanna
- Teobaldo Depetrini